# Castello Düsseldorf

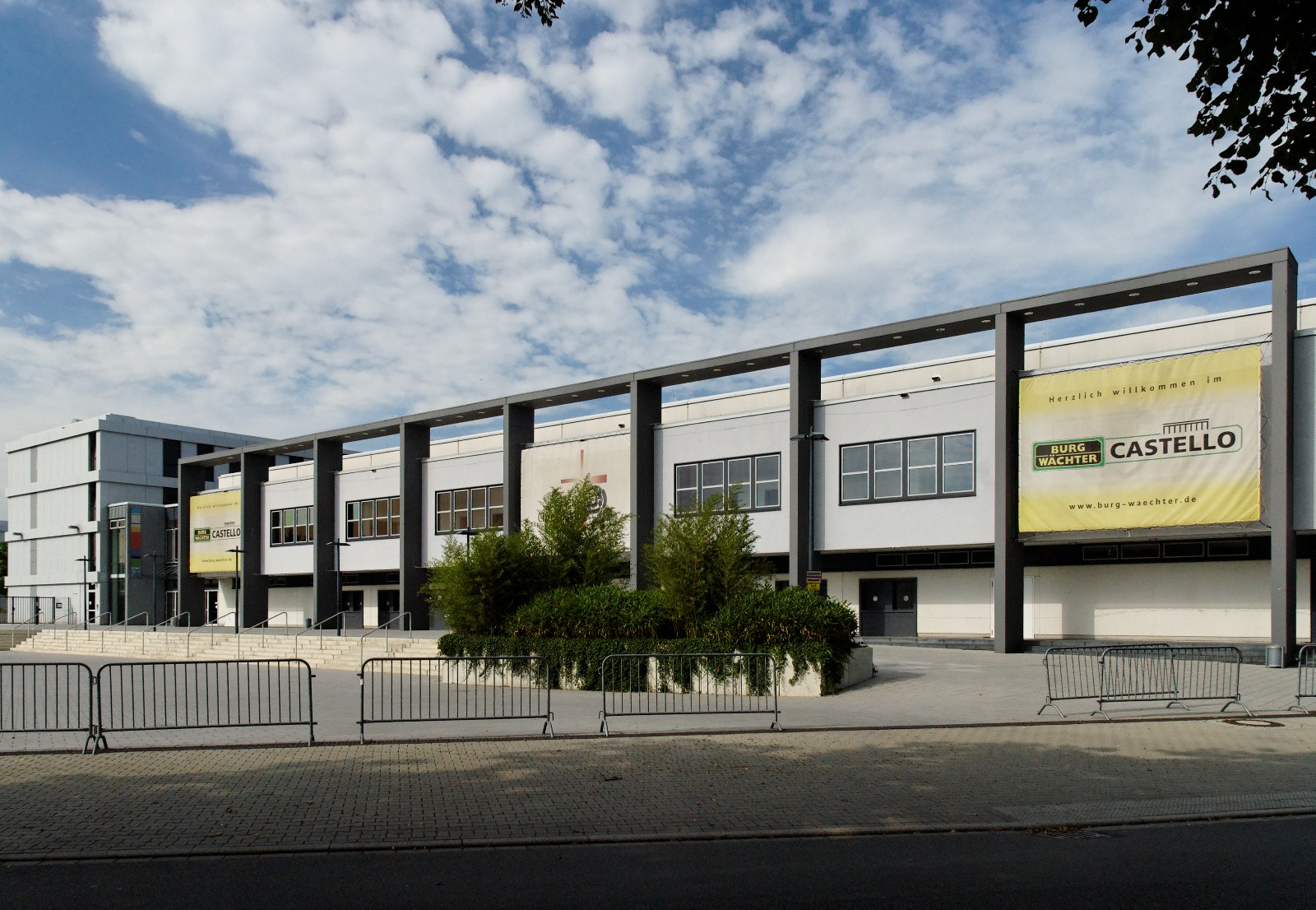
Vy från sydväst (2009)

Castello Düsseldorf är en evenemangshall i Düsseldorf, Tyskland. Anläggningen används för sport- och musikevenemang liksom för mässor och konferenser. Den invigdes 2005.
Den ursprungliga tanken med byggnaden var att den enbart skulle vara till för Freie Christliche Gymnasiums idrottsaktiviteter. Planerna kom dock att växa då både HSG Düsseldorf (handboll) und Magics Düsseldorf (basket) letade efter lämpliga lokaler för sina matcher. Den kom då att utrustas för att hantera större idrottsevenemang (med t.ex. pressektion), liksom mässor och konferenser. Byggnaden invigdes i oktober 2005. Hallen har förutom att vara hemmaarena i handboll och basket för lokala klubbar (där både HSG Düsseldorf och Magics Düsseldorf kommit att ersättas av andra klubbar) även använts för futsal av Fortuna Düsseldorf, för bordtennis av Borussia Düsseldorf och för inomhus-landhockey av Düsseldorfer HC. Beroende på användningsområde kan hallen ta från drygt 3 000 till närmare 5 000 åskådare.